# UEFAチーム・オブ・ザ・イヤー
UEFAチーム・オブ・ザ・イヤー（英: UEFA Team of the Year）は、2001年より始まった欧州サッカー連盟（UEFA）公式サイト上での投票によるサッカーの賞である。投票者は、11人の選手と監督を選び投票する。日本人選手では過去に小野伸二（2002年）、本田圭佑（2010年）の2人がノミネートされている。

## 受賞者
2001年度
| サンティアゴ・カニサレス | バレンシア                          |
| コスミン・コントラ       | デポルティーボ・アラベス / ACミラン |
| サミ・ヒーピア           | リヴァプール                        |
| パトリック・アンデション | バイエルン・ミュンヘン / バルセロナ |
| ビセンテ・リザラズ       | バイエルン・ミュンヘン              |
| デビッド・ベッカム       | マンチェスター・ユナイテッド        |
| パトリック・ヴィエラ     | アーセナル                          |
| ジネディーヌ・ジダン     | ユヴェントス / レアル・マドリード   |
| キリ・ゴンサレス         | バレンシア                          |
| ティエリ・アンリ         | アーセナル                          |
| ダヴィド・トレゼゲ       | ユヴェントス                        |

監督:  ジェラール・ウリエ（ リヴァプール）
2002年度
| リュシュテュ・レチベル | フェネルバフチェ                        |
| カルレス・プジョル     | バルセロナ                              |
| アレッサンドロ・ネスタ | ACミラン                                |
| クリスティアン・キヴ   | アヤックス                              |
| ロベルト・カルロス     | レアル・マドリード                      |
| クラレンス・セードルフ | インテル / ACミラン                     |
| ミヒャエル・バラック   | レバークーゼン / バイエルン・ミュンヘン |
| ジネディーヌ・ジダン   | レアル・マドリード                      |
| ダミアン・ダフ         | ブラックバーン                          |
| ティエリ・アンリ       | アーセナル                              |
| ロナウド               | インテル / レアル・マドリード           |

監督:  シェノル・ギュネシュ（ トルコ代表）
2003年度
| ジャンルイジ・ブッフォン       | ユヴェントス                 |
| パウロ・フェレイラ             | ポルト                       |
| アレッサンドロ・ネスタ         | ラツィオ / ACミラン          |
| パオロ・マルディーニ           | ACミラン                     |
| ロベルト・カルロス             | レアル・マドリード           |
| ルイス・フィーゴ               | レアル・マドリード           |
| デビッド・ベッカム             | マンチェスター・ユナイテッド |
| ジネディーヌ・ジダン           | レアル・マドリード           |
| パベル・ネドベド               | ユヴェントス                 |
| ティエリ・アンリ               | アーセナル                   |
| ルート・ファン・ニステルローイ | マンチェスター・ユナイテッド |

監督:  ジョゼ・モウリーニョ（ ポルト）
2004年度
| ジャンルイジ・ブッフォン   | ユヴェントス                 |
| カフー                     | ACミラン                     |
| アレッサンドロ・ネスタ     | ACミラン                     |
| リカルド・カルヴァーリョ   | ポルト / チェルシー          |
| アシュリー・コール         | アーセナル                   |
| クリスティアーノ・ロナウド | マンチェスター・ユナイテッド |
| マニシェ                   | ポルト                       |
| ロナウジーニョ             | バルセロナ                   |
| パベル・ネドベド           | ユヴェントス                 |
| ティエリ・アンリ           | アーセナル                   |
| アンドリー・シェフチェンコ | ACミラン                     |

監督:  ジョゼ・モウリーニョ（ ポルト）
2005年度
| ペトル・ツェフ             | チェルシー   |
| カフー                     | ACミラン     |
| ジョン・テリー             | チェルシー   |
| カルレス・プジョル         | バルセロナ   |
| パオロ・マルディーニ       | ACミラン     |
| ルイス・ガルシア           | リヴァプール |
| スティーヴン・ジェラード   | リヴァプール |
| ロナウジーニョ             | バルセロナ   |
| パベル・ネドベド           | ユヴェントス |
| サミュエル・エトオ         | バルセロナ   |
| アンドリー・シェフチェンコ | ACミラン     |

監督:  ジョゼ・モウリーニョ（ チェルシー）
2006年度
| ジャンルイジ・ブッフォン | ユヴェントス                      |
| ジャンルカ・ザンブロッタ | ユヴェントス / バルセロナ         |
| ファビオ・カンナヴァーロ | ユヴェントス / レアル・マドリード |
| カルレス・プジョル       | バルセロナ                        |
| フィリップ・ラーム       | バイエルン・ミュンヘン            |
| スティーヴン・ジェラード | リヴァプール                      |
| セスク・ファブレガス     | アーセナル                        |
| カカ                     | ACミラン                          |
| ロナウジーニョ           | バルセロナ                        |
| ティエリ・アンリ         | アーセナル                        |
| サミュエル・エトオ       | バルセロナ                        |

監督:  フランク・ライカールト（ バルセロナ）
2007年度
| イケル・カシージャス       | レアル・マドリード                |
| ダニエウ・アウヴェス       | セビージャ                        |
| アレッサンドロ・ネスタ     | ACミラン                          |
| ジョン・テリー             | チェルシー                        |
| エリック・アビダル         | オリンピック・リヨン / バルセロナ |
| クリスティアーノ・ロナウド | マンチェスター・ユナイテッド      |
| スティーヴン・ジェラード   | リヴァプール                      |
| カカ                       | ACミラン                          |
| クラレンス・セードルフ     | ACミラン                          |
| ズラタン・イブラヒモビッチ | インテル                          |
| ディディエ・ドログバ       | チェルシー                        |

監督:  アレックス・ファーガソン（ マンチェスター・ユナイテッド）
2008年度
| イケル・カシージャス       | レアル・マドリード           |
| セルヒオ・ラモス           | レアル・マドリード           |
| カルレス・プジョル         | バルセロナ                   |
| ジョン・テリー             | チェルシー                   |
| フィリップ・ラーム         | バイエルン・ミュンヘン       |
| クリスティアーノ・ロナウド | マンチェスター・ユナイテッド |
| シャビ・エルナンデス       | バルセロナ                   |
| セスク・ファブレガス       | アーセナル                   |
| フランク・リベリー         | バイエルン・ミュンヘン       |
| リオネル・メッシ           | バルセロナ                   |
| フェルナンド・トーレス     | リヴァプール                 |

監督:  アレックス・ファーガソン（ マンチェスター・ユナイテッド）
2009年度
| イケル・カシージャス       | レアル・マドリード                                |
| ダニエウ・アウヴェス       | バルセロナ                                        |
| ジョン・テリー             | チェルシー                                        |
| カルレス・プジョル         | バルセロナ                                        |
| パトリス・エヴラ           | マンチェスター・ユナイテッド                      |
| クリスティアーノ・ロナウド | マンチェスター・ユナイテッド / レアル・マドリード |
| シャビ・エルナンデス       | バルセロナ                                        |
| カカ                       | ACミラン / レアル・マドリード                     |
| アンドレス・イニエスタ     | バルセロナ                                        |
| リオネル・メッシ           | バルセロナ                                        |
| ズラタン・イブラヒモビッチ | インテル / バルセロナ                             |

監督:  ジョゼップ・グアルディオラ（ バルセロナ）
2010年度
| イケル・カシージャス       | レアル・マドリード      |
| マイコン                   | インテル                |
| ジェラール・ピケ           | バルセロナ              |
| カルレス・プジョル         | バルセロナ              |
| アシュリー・コール         | チェルシー              |
| クリスティアーノ・ロナウド | レアル・マドリード      |
| シャビ・エルナンデス       | バルセロナ              |
| ヴェスレイ・スナイデル     | インテル                |
| アンドレス・イニエスタ     | バルセロナ              |
| リオネル・メッシ           | バルセロナ              |
| ダビド・ビジャ             | バレンシア / バルセロナ |

監督:  ジョゼ・モウリーニョ（ インテル /  レアル・マドリード）
2011年度
| イケル・カシージャス       | レアル・マドリード     |
| ダニエウ・アウヴェス       | バルセロナ             |
| ジェラール・ピケ           | バルセロナ             |
| チアゴ・シウバ             | ACミラン               |
| マルセロ                   | レアル・マドリード     |
| アリエン・ロッベン         | バイエルン・ミュンヘン |
| シャビ・エルナンデス       | バルセロナ             |
| アンドレス・イニエスタ     | バルセロナ             |
| ガレス・ベイル             | トッテナム             |
| リオネル・メッシ           | バルセロナ             |
| クリスティアーノ・ロナウド | レアル・マドリード     |

監督:  ジョゼップ・グアルディオラ（ バルセロナ）
2012年度
| イケル・カシージャス       | レアル・マドリード              |
| セルヒオ・ラモス           | レアル・マドリード              |
| ジェラール・ピケ           | バルセロナ                      |
| チアゴ・シウバ             | ACミラン / パリ・サンジェルマン |
| フィリップ・ラーム         | バイエルン・ミュンヘン          |
| アンドレス・イニエスタ     | バルセロナ                      |
| シャビ・エルナンデス       | バルセロナ                      |
| アンドレア・ピルロ         | ユヴェントス                    |
| メスト・エジル             | レアル・マドリード              |
| リオネル・メッシ           | バルセロナ                      |
| クリスティアーノ・ロナウド | レアル・マドリード              |

2013年度
| マヌエル・ノイアー         | バイエルン・ミュンヘン          |
| セルヒオ・ラモス           | レアル・マドリード              |
| ダヴィド・アラバ           | バイエルン・ミュンヘン          |
| チアゴ・シウバ             | パリ・サンジェルマン            |
| フィリップ・ラーム         | バイエルン・ミュンヘン          |
| ガレス・ベイル             | トッテナム / レアル・マドリード |
| マルコ・ロイス             | ドルトムント                    |
| メスト・エジル             | アーセナル                      |
| フランク・リベリー         | バイエルン・ミュンヘン          |
| ズラタン・イブラヒモビッチ | パリ・サンジェルマン            |
| クリスティアーノ・ロナウド | レアル・マドリード              |

2014年度
| マヌエル・ノイアー         | バイエルン・ミュンヘン                            |
| セルヒオ・ラモス           | レアル・マドリード                                |
| ダヴィド・アラバ           | バイエルン・ミュンヘン                            |
| ディエゴ・ゴディン         | アトレティコ・マドリード                          |
| フィリップ・ラーム         | バイエルン・ミュンヘン                            |
| アリエン・ロッベン         | バイエルン・ミュンヘン                            |
| トニ・クロース             | バイエルン・ミュンヘン / レアル・マドリード       |
| アンヘル・ディ・マリア     | レアル・マドリード / マンチェスター・ユナイテッド |
| リオネル・メッシ           | バルセロナ                                        |
| ズラタン・イブラヒモビッチ | パリ・サンジェルマン                              |
| クリスティアーノ・ロナウド | レアル・マドリード                                |

2015年度
| マヌエル・ノイアー         | バイエルン・ミュンヘン |
| ダニエウ・アウヴェス       | バルセロナ             |
| セルヒオ・ラモス           | レアル・マドリード     |
| ジェラール・ピケ           | バルセロナ             |
| ダヴィド・アラバ           | バイエルン・ミュンヘン |
| ポール・ポグバ             | ユヴェントス           |
| アンドレス・イニエスタ     | バルセロナ             |
| ハメス・ロドリゲス         | レアル・マドリード     |
| リオネル・メッシ           | バルセロナ             |
| クリスティアーノ・ロナウド | レアル・マドリード     |
| ネイマール                 | バルセロナ             |

2016年度
| ジャンルイジ・ブッフォン   | ユヴェントス             |
| ジェローム・ボアテング     | バイエルン・ミュンヘン   |
| セルヒオ・ラモス           | レアル・マドリード       |
| ジェラール・ピケ           | バルセロナ               |
| レオナルド・ボヌッチ       | ユヴェントス             |
| ルカ・モドリッチ           | レアル・マドリード       |
| トニ・クロース             | レアル・マドリード       |
| アンドレス・イニエスタ     | バルセロナ               |
| リオネル・メッシ           | バルセロナ               |
| アントワーヌ・グリーズマン | アトレティコ・マドリード |
| クリスティアーノ・ロナウド | レアル・マドリード       |

2017年度
| ジャンルイジ・ブッフォン   | ユヴェントス                        |
| ダニエウ・アウヴェス       | ユヴェントス / パリ・サンジェルマン |
| セルヒオ・ラモス           | レアル・マドリード                  |
| ジョルジョ・キエッリーニ   | ユヴェントス                        |
| マルセロ                   | レアル・マドリード                  |
| ルカ・モドリッチ           | レアル・マドリード                  |
| トニ・クロース             | レアル・マドリード                  |
| ケヴィン・デ・ブライネ     | マンチェスター・シティ              |
| エデン・アザール           | チェルシー                          |
| リオネル・メッシ           | バルセロナ                          |
| クリスティアーノ・ロナウド | レアル・マドリード                  |

2018年度
| マルク＝アンドレ・テア・シュテーゲン | バルセロナ                        |
| セルヒオ・ラモス                     | レアル・マドリード                |
| フィルジル・ファン・ダイク           | リヴァプール                      |
| ラファエル・ヴァラン                 | レアル・マドリード                |
| マルセロ                             | レアル・マドリード                |
| ルカ・モドリッチ                     | レアル・マドリード                |
| エンゴロ・カンテ                     | チェルシー                        |
| エデン・アザール                     | チェルシー                        |
| キリアン・エムバペ                   | パリ・サンジェルマン              |
| リオネル・メッシ                     | バルセロナ                        |
| クリスティアーノ・ロナウド           | レアル・マドリード / ユヴェントス |

2019年度
| アリソン・ベッカー                   | リヴァプール              |
| トレント・アレクサンダー＝アーノルド | リヴァプール              |
| マタイス・デ・リフト                 | アヤックス / ユヴェントス |
| フィルジル・ファン・ダイク           | リヴァプール              |
| アンドリュー・ロバートソン           | リヴァプール              |
| フレンキー・デ・ヨング               | アヤックス / バルセロナ   |
| ケヴィン・デ・ブライネ               | マンチェスター・シティ    |
| リオネル・メッシ                     | バルセロナ                |
| ロベルト・レヴァンドフスキ           | バイエルン・ミュンヘン    |
| クリスティアーノ・ロナウド           | ユヴェントス              |
| サディオ・マネ                       | リヴァプール              |

2020年度
| マヌエル・ノイアー         | バイエルン・ミュンヘン                |
| ヨシュア・キミッヒ         | バイエルン・ミュンヘン                |
| セルヒオ・ラモス           | レアル・マドリード                    |
| フィルジル・ファン・ダイク | リヴァプール                          |
| アルフォンソ・デイヴィス   | バイエルン・ミュンヘン                |
| ティアゴ                   | バイエルン・ミュンヘン / リヴァプール |
| ケヴィン・デ・ブライネ     | マンチェスター・シティ                |
| リオネル・メッシ           | バルセロナ                            |
| クリスティアーノ・ロナウド | ユヴェントス                          |
| ロベルト・レヴァンドフスキ | バイエルン・ミュンヘン                |
| ネイマール                 | パリ・サンジェルマン                  |

2022年度
| ティボ・クルトゥワ                   | レアル・マドリード     |
| アンドリュー・ロバートソン           | リヴァプール           |
| アントニオ・リュディガー             | チェルシー             |
| フィルジル・ファン・ダイク           | リヴァプール           |
| トレント・アレクサンダー＝アーノルド | リヴァプール           |
| ケヴィン・デ・ブライネ               | マンチェスター・シティ |
| ファビーニョ                         | リヴァプール           |
| ルカ・モドリッチ                     | レアル・マドリード     |
| キリアン・エムバペ                   | パリ・サンジェルマン   |
| ヴィニシウス・ジュニオール           | レアル・マドリード     |
| カリム・ベンゼマ                     | レアル・マドリード     |

2023年度
| ティボ・クルトゥワ         | レアル・マドリード     |
| カイル・ウォーカー         | マンチェスター・シティ |
| ルベン・ディアス           | マンチェスター・シティ |
| アレッサンドロ・バストーニ | インテル               |
| フェデリコ・ディマルコ     | インテル               |
| ケヴィン・デ・ブライネ     | マンチェスター・シティ |
| ジョン・ストーンズ         | マンチェスター・シティ |
| ロドリ                     | マンチェスター・シティ |
| ベルナルド・シウバ         | マンチェスター・シティ |
| アーリング・ハーランド     | マンチェスター・シティ |
| ヴィニシウス・ジュニオール | レアル・マドリード     |

- 同年に複数チームに所属した場合は、左から所属した時系列順にチームを記す。

## UEFAアルティメット・チーム・オブ・ザ・イヤー
ベスト11
| ポジション | 受賞者                     | 所属チーム                                        | 受賞回数 |
| ---------- | -------------------------- | ------------------------------------------------- | -------- |
| GK         | イケル・カシージャス       | レアル・マドリード                                | 6        |
| DF         | セルヒオ・ラモス           | レアル・マドリード                                | 5        |
| DF         | カルレス・プジョル         | バルセロナ                                        | 6        |
| DF         | アレッサンドロ・ネスタ     | ACミラン                                          | 4        |
| DF         | フィリップ・ラーム         | バイエルン・ミュンヘン                            | 5        |
| MF         | アンドレス・イニエスタ     | バルセロナ                                        | 5        |
| MF         | シャビ・エルナンデス       | バルセロナ                                        | 5        |
| MF         | スティーヴン・ジェラード   | リヴァプール                                      | 3        |
| FW         | リオネル・メッシ           | バルセロナ                                        | 7        |
| FW         | ティエリ・アンリ           | アーセナル                                        | 5        |
| FW         | クリスティアーノ・ロナウド | マンチェスター・ユナイテッド / レアル・マドリード | 10       |

サブ
| 受賞者                     | 所属チーム                      | 受賞回数 |
| -------------------------- | ------------------------------- | -------- |
| ジョン・テリー             | チェルシー                      | 4        |
| ズラタン・イブラヒモビッチ | インテル / パリ・サンジェルマン | 4        |
| ジャンルイジ・ブッフォン   | ユヴェントス                    | 3        |
| パベル・ネドベド           | ユヴェントス                    | 3        |
| ジネディーヌ・ジダン       | レアル・マドリード              | 3        |
| ロナウジーニョ             | バルセロナ                      | 3        |
| カカ                       | ACミラン / レアル・マドリード   | 3        |